# سهيل سليم
سهيل سليم (1938 - 1998م)، هو شاعر وكاتب فلسطيني. وهو من مواليد حيفا عام 1938، وله عدد من الدواوين منها «اغتصاب» و «من صدى النزيف».
درس الصف الأول الابتدائي في مدرسة حيفا، ثم انتقل إلى مدرسة أم الفحم عام 1946، فأنهى فيها الصف السادس، بعدها عاد إلى مدرسة حيفا، فدرس عامًا واحدًا، ثم انتقل إلى مدرسة مدينة يافا، انقطع عن الدراسة ثم عاد إليها حيث أنهى فيها الصف التاسع الابتدائي عام 1976، بعد ذلك التحق بمعهد أكمل فيه الصف العاشر.
بدأ حياته العملية مبكرًا، فاشتغل في الأعمال الحرة وعمره ثماني سنوات، ثم اشتغل معلمًا في مدرسة المفتان في أم الفحم.
كان عضوًا في رابطة الكتاب الفلسطينيين، ومن مؤسسي جماعة نسيم السنديان الثقافية عام 1992، وكان عضوًا في جمعية أنصار الأدب، وفي جمعية البيدر.
كان من أبرز نشطاء العمل النقابي والثقافي والاجتماعي والسياسي في فلسطين، ونتيجة لحياديته واستقلاليته تقبلته جميع الحركات الفلسطينية، حتى إن جميع مؤسسات العمل المدني الفلسطينية أحيت ذكراه.

## من مؤلفاته
- له عدد من الدواوين منها «اغتصاب» و «من صدى النزيف».
- له مجموعتان قصصيتان مخطوطتان، وله عشر مسرحيات، وقام بترجمة العديد من القصائد من العبرية إلى العربية.